# Sindaci di Castellammare di Stabia
Segue la cronotassi dei sindaci di Castellammare di Stabia, dal 1806 ad oggi.

## Repubblica Italiana (dal 1946)
| Periodo | Periodo | Primo cittadino          | Partito                            | Carica                  | Note |
| ------- | ------- | ------------------------ | ---------------------------------- | ----------------------- | ---- |
| 1946    | 1948    | Pasquale Cecchi          | Partito Comunista Italiano         | Sindaco                 |      |
| 1948    | 1949    | Alfredo Correra          |                                    | Commissario Prefettizio |      |
| 1949    | 1953    | Pasquale Cecchi          | Partito Comunista Italiano         | Sindaco                 |      |
| 1954    | 1960    | Giovanni Uberti          | Democrazia Cristiana               | Sindaco                 |      |
| 1961    |         | Eugenio Postiglione      | Partito Comunista Italiano         | Sindaco                 |      |
| 1961    |         | Aurelio Grasso           |                                    | Commissario Prefettizio |      |
| 1962    | 1970    | Francesco Saverio D'Orsi | Democrazia Cristiana               | Sindaco                 |      |
| 1970    | 1972    | Vincenzo Dattilo         | Democrazia Cristiana               | Sindaco                 |      |
| 1972    | 1973    | Antonio Somma            | Democrazia Cristiana               | Sindaco                 |      |
| 1973    | 1975    | Flavio Di Martino        | Partito Socialista Italiano        | Sindaco                 |      |
| 1975    |         | Antonio Capasso          | Partito Socialista Italiano        | Sindaco                 |      |
| 1976    |         | Liberato De Filippo      | Partito Comunista Italiano         | Sindaco                 |      |
| 1976    |         | Francesco Arienzo        |                                    | Commissario Prefettizio |      |
| 1977    |         | Antonio Somma            | Democrazia Cristiana               | Sindaco                 |      |
| 1977    | 1978    | Giovan Battista La Mura  | Partito Socialista Italiano        | Sindaco                 |      |
| 1978    |         | Antonio Somma            | Democrazia Cristiana               | Sindaco                 |      |
| 1979    |         | Gennaro Amato            | Democrazia Cristiana               | Sindaco                 |      |
| 1980    | 1982    | Emilio Della Mura        | Democrazia Cristiana               | Sindaco                 |      |
| 1982    | 1988    | Francesco Saverio D'Orsi | Democrazia Cristiana               | Sindaco                 |      |
| 1988    | 1990    | Davide Baccaro           | Democrazia Cristiana               | Sindaco                 |      |
| 1990    | 1992    | Bruno De Stefano         | Democrazia Cristiana               | Sindaco                 |      |
| 1992    | 1993    | Goffredo Sottile         |                                    | Commissario Prefettizio |      |
| 1993    | 1996    | Catello Polito           | Partito Democratico della Sinistra | Sindaco                 |      |

### Sindaci ad elezione diretta (dal 1997)
| Sindaco | Sindaco                                             | Partito                 | Partito                                                    | Giunta                  | Giunta                     | Mandato          | Mandato          | Elezione      |
| Sindaco | Sindaco                                             | Partito                 | Partito                                                    | Giunta                  | Giunta                     | Inizio           | Fine             | Elezione      |
| ------- | --------------------------------------------------- | ----------------------- | ---------------------------------------------------------- | ----------------------- | -------------------------- | ---------------- | ---------------- | ------------- |
|         | Catello Polito                                      |                         | Partito Democratico della Sinistra Democratici di Sinistra |                         | PDS-PPI-PRC-RI-FdV-PRI-FL  | 30 novembre 1997 | 11 giugno 2002   | Elezione 1997 |
|         | Ersilia Salvato                                     |                         | Democratici di Sinistra                                    |                         | DS-DL-UDEUR-SDI-FdV-PRC    | 11 giugno 2002   | 28 aprile 2004   | Elezione 2002 |
|         | Pasquale Manzo                                      | Commissario prefettizio | Commissario prefettizio                                    | Commissario prefettizio | Commissario prefettizio    | 28 aprile 2004   | 5 aprile 2005    | Elezione 2002 |
|         | Salvatore Vozza                                     |                         | Democratici di Sinistra Sinistra Democratica               |                         | DS-DL-UDEUR-SDI-FdV-PRC    | 5 aprile 2005    | 28 marzo 2010    | Elezione 2005 |
|         | Luigi Bobbio                                        |                         | Il Popolo della Libertà                                    |                         | PdL-MpA-L. civiche         | 28 marzo 2010    | 4 dicembre 2012  | Elezione 2010 |
|         | Rosanna Bonadies                                    | Commissario prefettizio | Commissario prefettizio                                    | Commissario prefettizio | Commissario prefettizio    | 4 dicembre 2012  | 11 giugno 2013   | Elezione 2010 |
|         | Nicola Cuomo                                        |                         | Partito Democratico                                        |                         | PD-SEL-IdV-L. civiche      | 11 giugno 2013   | 13 ottobre 2015  | Elezione 2013 |
|         | Claudio Vaccaro                                     | Commissario prefettizio | Commissario prefettizio                                    | Commissario prefettizio | Commissario prefettizio    | 13 ottobre 2015  | 20 giugno 2016   | Elezione 2013 |
|         | Antonio Pannullo                                    |                         | Partito Democratico                                        |                         | PD-AP-L. civiche           | 20 giugno 2016   | 21 febbraio 2018 | Elezione 2016 |
|         | Gaetano Cupello                                     | Commissario prefettizio | Commissario prefettizio                                    | Commissario prefettizio | Commissario prefettizio    | 21 febbraio 2018 | 25 giugno 2018   | Elezione 2016 |
|         | Gaetano Cimmino                                     |                         | Indipendente                                               |                         | FI-UdC-FdI-Lega-L. civiche | 25 giugno 2018   | 25 gennaio 2022  | Elezione 2018 |
|         | Raffaele Cannizzaro Mauro Passerotti Rosa Valentino | Commissione prefettizia | Commissione prefettizia                                    | Commissione prefettizia | Commissione prefettizia    | 25 gennaio 2022  | 10 giugno 2024   | Elezione 2018 |
|         | Luigi Vicinanza                                     |                         | Indipendente                                               |                         | PD-M5S-Az-L. civiche       | 10 giugno 2024   | in carica        | Elezione 2024 |